# Cygnus NG-12
Cygnus NG-12, precedentemente conosciuta come CRS OA-12, è una missione spaziale privata di rifornimento per la Stazione spaziale internazionale, programmata da Northrop Grumman per la NASA nell'ambito del programma Commercial Resupply Services e decollata il 2 novembre 2019.
Il vettore utilizzato è stato un Antares 230+, il quale ha portato in orbita il veicolo cargo Cygnus, costituito in questo caso dalla capsula S.S. Alan Bean, comprendente il modulo per immagazzinamento pressurizzato costruito da un partner industriale di Orbital ATK, la Thales Alenia Space.
La Cygnus NG-12 è stata la tredicesima missione orbitale del veicolo spaziale Cygnus, la dodicesima delle quali avente come cliente la NASA. Cygnus NG-12 faceva parte, in particolare, del contratto Commercial Resupply Services 2, di cui è stata la prima missione, che prevede un minimo di sei missioni a favore della Northrop Grumman Innovation Systems.

## Modulo di servizio
La missione Cygnus NG-12 è stata effettuata con una navetta Cygnus, in particolare con una versione di dimensioni maggiori, chiamata Cygnus PCM, utilizzata qui per la nona volta. Come nel caso della precedente missione Cygnus NG-11, è stato inoltre utilizzato un sistema di carico che permette di caricare esperimenti tempo-dipendenti anche solo 24 ore prima del lancio, mentre in precedenza il carico doveva essere pronto ben quattro giorni prima.
Come da tradizione della Orbital ATK, e quindi in seguito della Northrop Grumman Innovation Systems, il modulo è stato battezzato S. S. Alan Bean, in onore di Alan Bean, astronauta del Programma Apollo e quarto uomo a camminare sulla Luna.

## Lancio e svolgimento della missione

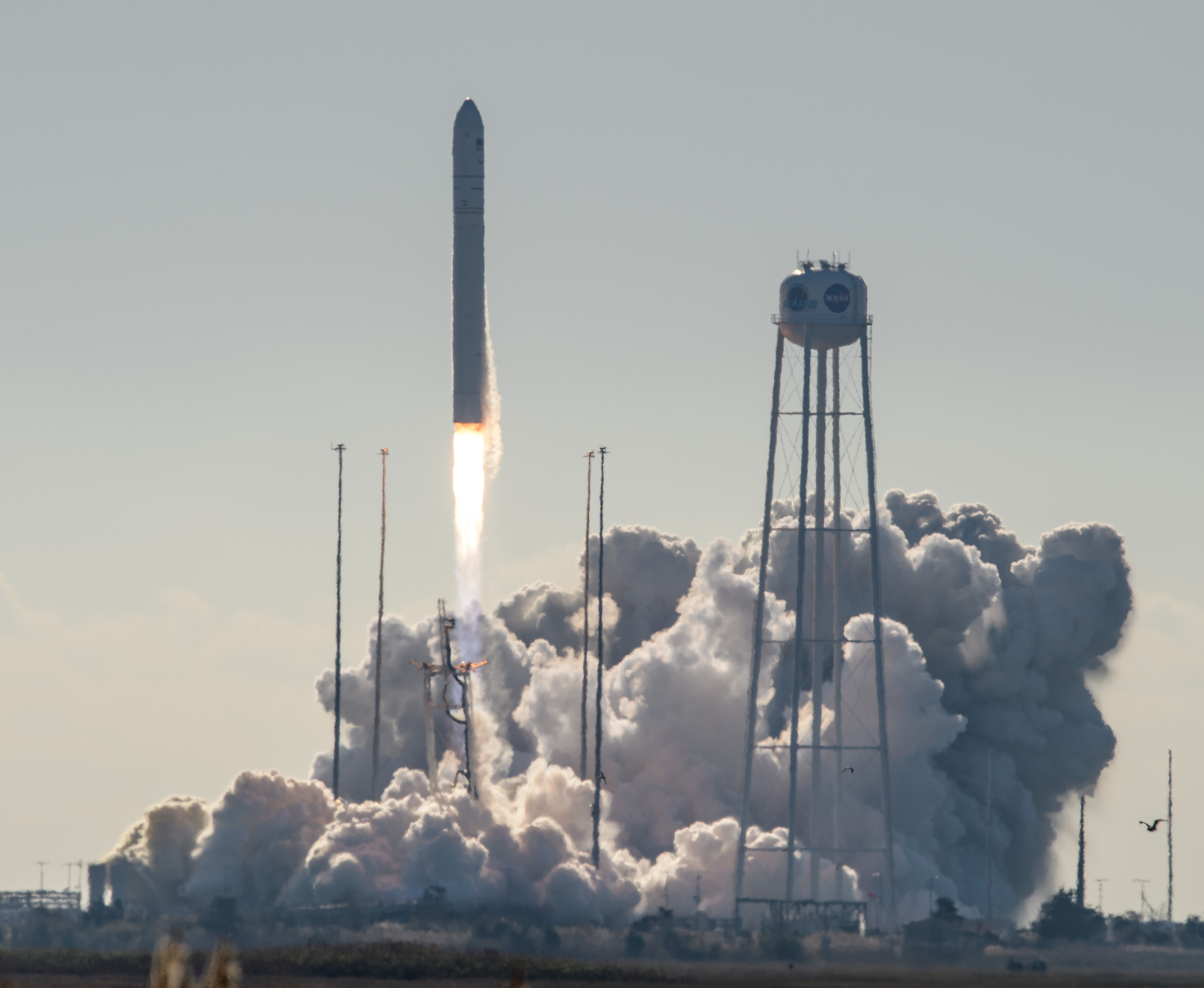
Il decollo dell'Antares 230+ con a bordo la missione Cygnus NG-12.

La missione è partita il 2 novembre 2019, alle 13:59:47 UTC, a bordo di un Antares 230+ decollato dal sito di lancio numero 0 del Mid-Atlantic Regional Spaceport. Il 4 novembre 2019 il modulo Cygnus, con a bordo la capsula pressurizzata per immagazzinamento costruita dalla Thales Alenia Space, ha raggiunto la ISS e ha iniziato a condurre una serie di manovre per regolare la propria velocità, altitudine e orientazione con quella della stazione spaziale. Dopo aver raggiunto il punto di cattura, alle 9:10 UTC il veicolo è stato preso dal Canadarm2, comandato dall'astronauta statunitense Jessica Meir con l'aiuto della collega Christina Koch, e infine, alle 11:21 UTC, è stato agganciato al modulo Unity.
Il modulo Cygnus della missione è rimasto agganciato alla ISS per circa 88 giorni. Il distacco è avvenuto il 31 gennaio 2020 e il veicolo è stato liberato dal Canadarm2 alle 14:36 UTC dello stesso giorno. Dopo una serie di manovre atte ad allontanarlo dalla stazione spaziale, il Cygnus ha messo in orbita diversi satelliti CubeSat e, così come accaduto per la precedente missione NG-11, non ha effettuato subito il rientro in atmosfera ma è rimasto in orbita per altri 45 giorni (la NG-11 vi rimase per qualche mese), come richiesto dalla NASA, in modo da dimostrare di poter effettuare voli indipendenti dalla ISS e di poter quindi essere utilizzato in futuro come ambiente per esperimenti da portare avanti in condizioni di microgravità. Una volta terminata la dimostrazione, il 17 marzo 2020 la capsula è rientrata nell'atmosfera terrestre, distruggendosi assieme alle tonnellate di spazzatura in essa caricate durante la sua permanenza attraccata all'ISS.

## Carico
La missione NG-12 ha portato in orbita un carico totale di 3705 kg di materiale. Questo includeva 3586 kg di materiale pressurizzato destinato all'interno della Stazione Spaziale Internazionale e 119 kg di carico non pressurizzato costituito da un lanciatore di satelliti CubeSat, il Slingshot Cubesat Deployer System, e diversi CubeSat, i quali sono stati messi in orbita o dalla Cygnus, utilizzando il sopraccitato dispositivo, dopo il distacco del modulo dalla ISS, o dalla stessa stazione spaziale.
In particolare il carico era così composto:
- Carico destinato all'interno della ISS:
  - Esperimenti scientifici: 1983 kg
  - Rifornimenti per l'equipaggio: 680 kg
  - Hardware per la stazione spaziale: 756 kg
  - Equipaggiamenti per le attività extraveicolari: 104 kg
  - Risorse informatiche: 17 kg
  - Hardware Russo: 11 kg
  - Hardware Northrop Grumman: 35 kg

Tra gli esperimenti scientifici portati dalla Cygnus NG-12 sull'ISS si possono citare, tra gli altri:
- Astrorad Vest: si tratta di un indumento che dovrebbe proteggere organi e tessuti dalle radiazioni. Gli astronauti lo indosseranno durante le loro normali attività quotidiane, fornendo opinioni e pareri sulla facilità di utilizzo e di adattamento. Un giubbotto del genere potrebbe poi essere utilizzato nelle future missioni umane sulla Luna e su Marte per proteggere il personale coinvolto.
- Zero-G Oven: uno strumento realizzato per esaminare il trasferimento di calore e il processo di cottura del cibo in condizioni di microgravità. Si tratta di fatto di un forno, realizzato appositamente per essere utilizzato sulla ISS, che raggiunge una temperatura massima di 363,3 °C. In future missioni di lunga durata, l'utilizzo di cibo cotto e cucinato di fresco potrebbe avere ripercussioni positive, sia psicologiche che fisiche, sull'equipaggio offrendo anche un modo di aumentare il numero di sapori disponibili.
- Made in Space Recycler: un esperimento volto a studiare sistemi di riciclo della plastica in filamenti polimerici utilizzabili in stampanti 3D, così da poter poi creare nuovi oggetti in condizioni di microgravità con la stampante 3D già presente sulla ISS.

Tra i vari CubeSat portati in orbita dalla Cygnus NG-12 e che saranno poi messi in orbita, figurano, tra gli altri, HuskySat, sviluppato dall'Università del Washington di Seattle, volto a testare un sistema di propulsione al plasma pulsato e un sistema di comunicazione ad alta frequenza, HARP (Hyper Angular Rainbow Polarimeter), sviluppato dall'Università del Maryland di Baltimora, avente lo scopo di misurare le proprietà microfisiche degli aerosol atmosferici, delle nuvole e delle particelle di ghiaccio, e SOCRATES (Signal of Opportunity Cubesat Ranging and Timing Experiments), sviluppato dall'Università del Minnesota di Minneapolis, atto a dimostrare una nuova tecnologia di osservazione dei raggi gamma provenienti dallo spazio profondo.